# Chelonus olgacola
Chelonus olgacola är en stekelart som först beskrevs av Vladimir Ivanovich Tobias 2000.  Chelonus olgacola ingår i släktet Chelonus och familjen bracksteklar. Inga underarter finns listade i Catalogue of Life.